# 康和地所
康和地所株式会社（こうわじしょ）は、かつて存在した日本の不動産会社で、マンションのブランド名は「リリーベル」。

## 動向
東京、神奈川、千葉、仙台、沖縄で分譲マンションを販売。また、マンションには外断熱工法を積極的に採用した。2001年、首都圏で初めて外断熱工法を採用した分譲マンション「リリーベル両国北斎通りサーモス」を発売。同工法を採用した物件には、当初「サーモス」というサブ名称がつけられていた。
2006年5月着工の「リリーベル幕張サーモス」より、マンションディベロッパーとしては初となる、新規着工物件の土地・建物関連費の公開を開始。また、介護福祉施設の経営にも進出していた。
2008年10月31日、東京地方裁判所に対して民事再生手続開始を申し立て、同日中に保全命令を受けた。しかし、債権者が同意できる再生計画案を作れなかったため、翌2009年1月30日、東京地裁より民事再生手続廃止を受け、3月2日に破産手続開始が決定された。負債総額は約115億8700万円。